# Kevin Goumas
Kevin Goumas, född 19 november 1991 i Smithtown, New York, är en amerikansk professionell ishockeyspelare. 
Han var med och avancerade Mora IK till Svenska hockeyligan 2017.